# Lijst van rijksmonumenten in Sint Anna ter Muiden
De plaats Sint Anna ter Muiden telt 48 inschrijvingen in het rijksmonumentenregister. Hieronder een overzicht.
| Object | Oorspronkelijke functie? | Bouwjaar                             | Architect | Locatie                 | Coördinaten?                  | Nr.?  | Afbeelding                                                              |
| --- | ------------------------ | ------------------------------------ | --------- | ----------------------- | ----------------------------- | ----- | ----------------------------------------------------------------------- |
| Pomp | Straatmeubilair          | 1789                                 |           | Pomp op Markt           | 51° 18' 51" NB, 3° 21' 52" OL | 33924 | Meer afbeeldingen                                                       |
| Toegangshek tot het kerkterrein: hardstenen hekpijlers                                                         | Erfscheiding             |                                      |           | Nederherenweg bij nr 1  | 51° 18' 54" NB, 3° 21' 47" OL | 33925 | Upload foto                                                             |
| Witgeverfd pand met verdieping in de kap                                                                       | Woonhuis                 | 18e eeuw                             |           | Sint Annastraat 126     | 51° 18' 50" NB, 3° 21' 53" OL | 33928 | Meer afbeeldingen                                                       |
| L-vormig pand onder zadeldak                                                                                   | Woonhuis                 |                                      |           | Sint Annastraat 185     | 51° 18' 48" NB, 3° 21' 55" OL | 33929 | L-vormig pand onder zadeldak                                            |
| Pand onder zadeldak                                                                                            | Woonhuis                 |                                      |           | Sint Annastraat 189     | 51° 18' 49" NB, 3° 21' 51" OL | 33930 | Pand onder zadeldak                                                     |
| Gedeeltelijk onderkelderd pand, aan de wegzijde met een verdieping                                             | Woonhuis                 |                                      |           | Sint Annastraat 193     | 51° 18' 47" NB, 3° 21' 49" OL | 33931 | Gedeeltelijk onderkelderd pand, aan de wegzijde met een verdieping      |
| Houten schuur, geteerd, met oude oud-hollandse pannen gedekt zadeldak                                          | Nijverheid               |                                      |           | Anworpstraat bij 2      | 51° 18' 51" NB, 3° 21' 53" OL | 33932 | Upload foto                                                             |
| Verdiepingloos pand onder fors zadeldak, gedekt met oud-hollandse pannen                                       | Woonhuis                 | 18e-19e eeuw                         |           | Anworpstraat 2          | 51° 18' 50" NB, 3° 21' 54" OL | 33933 | Meer afbeeldingen                                                       |
| Dwarshuis | Woonhuis                 |                                      |           | Anworpstraat 4          | 51° 18' 50" NB, 3° 21' 54" OL | 33934 | Meer afbeeldingen                                                       |
| Verdiepingloos pand onder zadeldak                                                                             | Woonhuis                 | 19e-20e eeuw                         |           | Anworpstraat 8          | 51° 18' 51" NB, 3° 21' 57" OL | 33935 | Verdiepingloos pand onder zadeldak                                      |
| Dwarshuis | Woonhuis                 |                                      |           | Anworpstraat 10         | 51° 18' 51" NB, 3° 21' 57" OL | 33936 | Dwarshuis                                                               |
| Dwarshuis | Woonhuis                 |                                      |           | Jonkvrouw Geilstraat 1  | 51° 18' 57" NB, 3° 22' 1" OL  | 33937 | Meer afbeeldingen                                                       |
| Tweebeukig pand                                                                                                | Boerderij                |                                      |           | Jonkvrouw Geilstraat 3  | 51° 19' 2" NB, 3° 22' 5" OL   | 33938 | Meer afbeeldingen                                                       |
| Dwarshuis, gedeeltelijk onderkelderd                                                                           | Boerderij                |                                      |           | Jonkvrouw Geilstraat 6  | 51° 18' 54" NB, 3° 21' 56" OL | 33939 | Meer afbeeldingen                                                       |
| Dwarshuis zadeldak gevel tussen tuitgevels                                                                     | Woonhuis                 |                                      |           | Jonkvrouw Geilstraat 8  | 51° 18' 56" NB, 3° 21' 58" OL | 33940 | Meer afbeeldingen                                                       |
| Klein woninkje                                                                                                 | Woonhuis                 |                                      |           | Jonkvrouw Geilstraat 10 | 51° 18' 56" NB, 3° 21' 59" OL | 33941 | Meer afbeeldingen                                                       |
| Verdiepingloos pand onder zadeldak, belegd met oud-hollandse pannen                                            | Woonhuis                 |                                      |           | Jonkvrouw Geilstraat 12 | 51° 18' 56" NB, 3° 22' 0" OL  | 33942 | Meer afbeeldingen                                                       |
| Maneschijnhoeve                                                                                                | Boerderij                |                                      |           | Graaf-Jansdijk 7        | 51° 19' 18" NB, 3° 22' 24" OL | 33943 | Meer afbeeldingen                                                       |
| De Vijverhoeve                                                                                                 | Werk-woonhuis            |                                      |           | Greveningseweg 2        | 51° 18' 48" NB, 3° 21' 54" OL | 33944 | De Vijverhoeve                                                          |
| Schuur met riet gedekt                                                                                         | Boerderij                |                                      |           | Sint Annastraat bij 193 | 51° 18' 47" NB, 3° 21' 52" OL | 33945 | Meer afbeeldingen                                                       |
| Dwarshuis | Woonhuis                 | 1775                                 |           | Haven 1                 | 51° 18' 50" NB, 3° 21' 53" OL | 33946 | Meer afbeeldingen                                                       |
| Woonhuis de Witte leeuw                                                                                        | Woonhuis                 | 1657                                 |           | Marktplein 1            | 51° 18' 51" NB, 3° 21' 51" OL | 33947 | Meer afbeeldingen                                                       |
| Pand met vernieuwde tuitgevel                                                                                  | Woonhuis                 |                                      |           | Marktplein 2            | 51° 18' 52" NB, 3° 21' 50" OL | 33948 | Meer afbeeldingen                                                       |
| Pand met tuitgevel                                                                                             | Woonhuis                 |                                      |           | Marktplein 3            | 51° 18' 52" NB, 3° 21' 50" OL | 33949 | Meer afbeeldingen                                                       |
| Dwarshuis | Woonhuis                 |                                      |           | Marktplein 4            | 51° 18' 52" NB, 3° 21' 50" OL | 33950 | Meer afbeeldingen                                                       |
| Witgepleisterd woonhuis                                                                                        | Woonhuis                 |                                      |           | Marktplein 6            | 51° 18' 52" NB, 3° 21' 50" OL | 33951 | Meer afbeeldingen                                                       |
| Dwarshuis, zadeldak tussen zij-topgevels met vlechtingen                                                       | Woonhuis                 |                                      |           | Marktplein 7            | 51° 18' 52" NB, 3° 21' 50" OL | 33952 | Meer afbeeldingen                                                       |
| Woonhuis | Woonhuis                 |                                      |           | Marktplein 8            | 51° 18' 53" NB, 3° 21' 50" OL | 33953 | Meer afbeeldingen                                                       |
| Gedeeltelijk vernieuwd pand met aangebouwd een gepleisterde schuur onder rood pannendak                        | Woonhuis                 |                                      |           | Marktplein 9            | 51° 18' 52" NB, 3° 21' 48" OL | 33954 | Upload foto                                                             |
| Gedeeltelijk onderkelderd L-vormig pand, het dak aan weerszijden afgesloten door een tuitgevel met vlechtingen | Boerderij                |                                      |           | Marktplein 10           | 51° 18' 53" NB, 3° 21' 50" OL | 33955 | Meer afbeeldingen                                                       |
| Dwarshuis, gedeeltelijk onderkelderd                                                                           | Woonhuis                 |                                      |           | Marktplein 11           | 51° 18' 53" NB, 3° 21' 51" OL | 33956 | Meer afbeeldingen                                                       |
| Raadhuis | Overheidsgebouw          | 17e eeuw (bouw) 18e eeuw (gewijzigd) |           | Marktplein 12           | 51° 18' 53" NB, 3° 21' 51" OL | 33957 | Meer afbeeldingen                                                       |
| Oude schoolmeesterswoning                                                                                      | Woonhuis                 |                                      |           | Marktplein 13           | 51° 18' 52" NB, 3° 21' 51" OL | 33958 | Meer afbeeldingen                                                       |
| Oude pastorie                                                                                                  | Woonhuis                 |                                      |           | Marktplein 14           | 51° 18' 52" NB, 3° 21' 52" OL | 33959 | Meer afbeeldingen                                                       |
| Woonhuis | Woonhuis                 |                                      |           | Marktplein 16           | 51° 18' 51" NB, 3° 21' 52" OL | 33960 | Meer afbeeldingen                                                       |
| Hervormde kerk                                                                                                 | Kerk en kerkonderdeel    | 14e eeuw (toren) 1653 (kerk)         |           | Nederherenweg 1         | 51° 18' 54" NB, 3° 21' 46" OL | 33961 | Meer afbeeldingen                                                       |
| Gewit dwarshuis met afhang                                                                                     | Woonhuis                 |                                      |           | Nederherenweg 2         | 51° 18' 56" NB, 3° 21' 49" OL | 33962 | Gewit dwarshuis met afhang                                              |
| Grijs gepleisterd gedeeltelijk onderkelderd dwarshuis                                                          | Woonhuis                 | 1851                                 |           | Nederherenweg 3         | 51° 18' 59" NB, 3° 21' 46" OL | 33963 | Meer afbeeldingen                                                       |
| Dwarshuis | Boerderij                | 1868                                 |           | Nederherenweg 7         | 51° 19' 2" NB, 3° 21' 45" OL  | 33964 | Dwarshuis                                                               |
| Dwarshuisje | Woonhuis                 |                                      |           | Singel 1                | 51° 18' 49" NB, 3° 21' 56" OL | 33965 | Meer afbeeldingen                                                       |
| Pand zonder verdieping laag huisje onder zadeldak, oud-hollandse pannen                                        | Woonhuis                 | 18e-19e eeuw                         |           | Singel 4                | 51° 18' 51" NB, 3° 21' 59" OL | 33967 | Pand zonder verdieping laag huisje onder zadeldak, oud-hollandse pannen |
| Pand zonder verdieping huis onder zadeldak, bescheiden, maar traditionele bouwwijze                            | Woonhuis                 | begin 20e eeuw                       |           | Singel 5                | 51° 18' 50" NB, 3° 21' 57" OL | 33968 | Meer afbeeldingen                                                       |
| Verdiepingloze lage woninkjes onder zadeldak                                                                   | Woonhuis                 | 18e-19e eeuw                         |           | Singel 6                | 51° 18' 51" NB, 3° 21' 59" OL | 33969 | Upload foto                                                             |
| Dubbel dwarshuis                                                                                               | Woonhuis                 |                                      |           | Singel 7                | 51° 18' 50" NB, 3° 21' 58" OL | 33970 | Meer afbeeldingen                                                       |
| Dwarshuis | Woonhuis                 | 1682                                 |           | Singel 13               | 51° 18' 52" NB, 3° 21' 59" OL | 33971 | Meer afbeeldingen                                                       |
| Pand zonder verdieping pand onder zadeldak                                                                     | Woonhuis                 |                                      |           | Singel 15               | 51° 18' 53" NB, 3° 21' 59" OL | 33972 | Meer afbeeldingen                                                       |
| Pand zonder verdieping pand onder zadeldak, met aangebouwde schuur, de laatste heeft geen monumentale waarde   | Woonhuis                 | ca. 1910                             |           | Singel 17               | 51° 18' 53" NB, 3° 22' 0" OL  | 33973 | Meer afbeeldingen                                                       |